# John R. Hansen
John Robert Hansen, född 24 augusti 1901 i Manning i Iowa, död 23 september 1974 i Des Moines i Iowa, var en amerikansk politiker (demokrat). Han var ledamot av USA:s representanthus 1965–1967.
Hansen är begravd på Manning Cemetery i Manning i Iowa.